# Autodromo internazionale del Mugello
L'autodromo internazionale del Mugello, noto anche come Mugello Circuit, è un circuito automobilistico e motociclistico italiano. Si trova nel comune di Scarperia e San Piero, nella città metropolitana di Firenze, ed è di proprietà della Ferrari. Il tracciato della pista è lungo 5245 m, e si snoda attraverso 15 curve.
Non molto distante dall'attuale impianto sorgeva il rinomato circuito stradale del Mugello, sede di gare automobilistiche disputatesi, senza soluzione di continuità, dal 1914 al 1970.

## Storia
L'autodromo fu costruito su un'area di circa 170 ha nel 1972, per iniziativa dell'Automobile Club di Firenze, con l'intento di dare una sede più consona alle tradizionali competizioni motoristiche della zona, divenute troppo pericolose: le gare del circuito stradale erano state infatti interrotte dal 1970, dopo la morte di un bambino che fu investito mentre assisteva alle prove della competizione. L'incarico della progettazione del nuovo tracciato e delle opere relative fu assegnato all'ing. Gianfranco Agnoletto. L'impianto su pista fu così inaugurato nel 1974.
Nel 1988 il circuito fu acquistato dalla Ferrari, che dette inizio a una profonda opera di ristrutturazione dell'impianto, dotandolo delle migliori infrastrutture esistenti e aggiornandole continuamente, pur mantenendo inalterato il disegno del tracciato, molto impegnativo per i piloti.
Nel 2011 venne effettuata una riasfaltatura completa del tracciato, con rifiniture di tutte le parti, specialmente per quel che riguarda il drenaggio delle acque meteoriche.
Nel 2015 vennero inserite vie di fuga in asfalto progettate dalla Dromo, già consulente nella riasfaltatura del 2011. La particolarità di suddette vie di fuga è la forma, organica e progettata sulle reali traiettorie dei mezzi al rientro in pista. Diversi altri interventi sono poi stati realizzati negli anni, ma sempre nella filosofia del progettista originale, l'ing. Gianfranco Agnoletto.
Nella stagione 2020 di Formula 1 il circuito ha ospitato l'edizione del Gran Premio della Toscana, introdotto dalla FIA per garantire un certo numero di gare durante il campionato, condizionato dalla pandemia di COVID-19.

## Principali competizioni

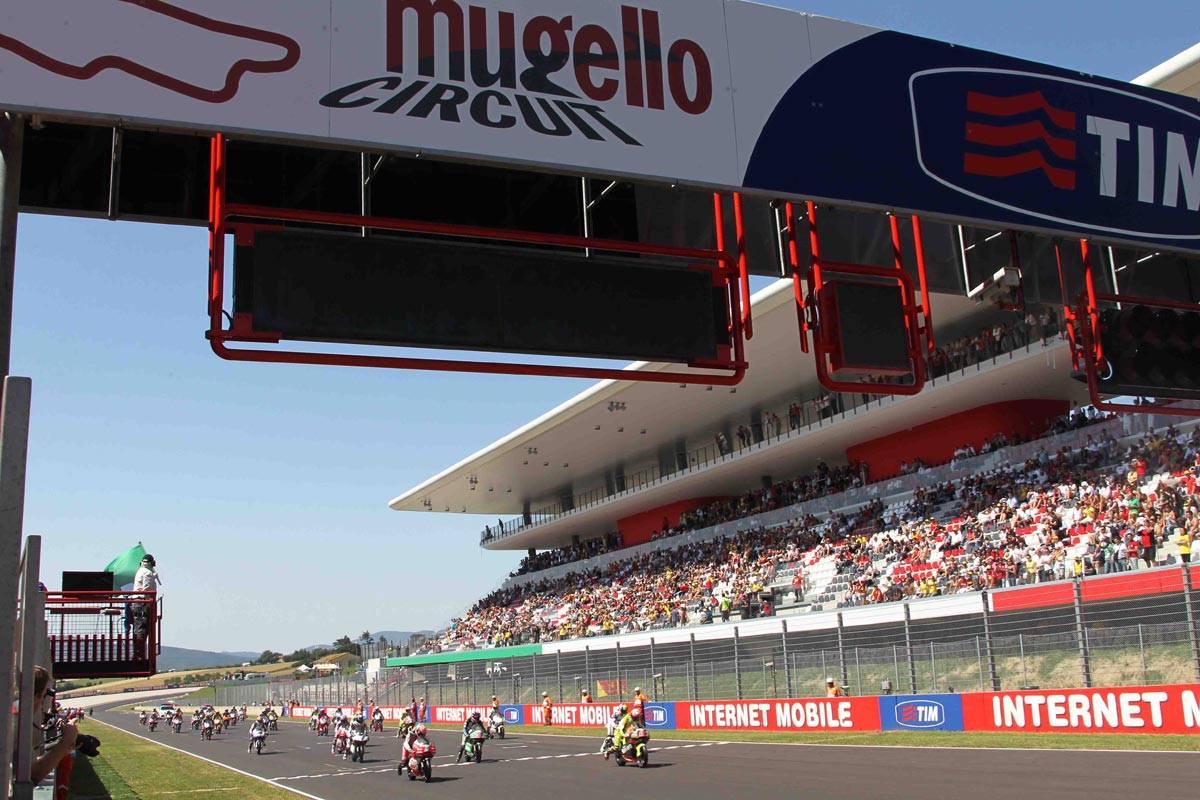
Partenza del Gran Premio d'Italia TIM 2011

L'autodromo del Mugello è famoso in tutto il mondo per il Gran Premio motociclistico d'Italia: la prima edizione fu ospitata nel 1976, alla quale seguirono poi quelle del 1978 e 1985, fino a stabilizzarsi dal 1994 sul circuito toscano per tutte le restanti.
L'edizione 2020 è stata cancellata a causa della pandemia di COVID-19.

## Albo d'oro
Nel 1994 è stata la sede italiana di gare di vetture turismo del Deutsche Tourenwagen Masters. In passato si sono corse anche altre gare di automobilismo, quali campionato del mondo sportprototipi, Formula 2, Formula 3000, ITC (la versione internazionale, disputatasi solo tra il 1995 e il 1996, del campionato tedesco DTM) e Campionato FIA GT.
Questo circuito rimane un punto fermo nei calendari della maggior parte delle competizioni italiane motoristiche a due e a quattro ruote ed è stato sede di numerosi test da parte della Scuderia Ferrari e di altri team. Nel 2007 ha ospitato i festeggiamenti del 60º anniversario della Ferrari e la celebrazione del Campionato mondiale piloti di Formula 1 vinto da Kimi Räikkönen.
L'autodromo è stato anche sede di arrivo di tappa in due edizioni del Giro d'Italia, nel 1977 e nel 2007, mentre nella stagione 2020 di Formula 1 ha ospitato per la prima volta l'edizione del Gran Premio della Toscana, che ha segnato l'esordio del tracciato nella massima serie motoristica a quattro ruote.

### Tappe del Giro d'Italia con arrivo all'autodromo del Mugello
| Anno | Tappa | Partenza             | km  | Vincitore di tappa | Maglia rosa     |
| ---- | ----- | -------------------- | --- | ------------------ | --------------- |
| 1977 | 8ª a  | Forlì                | 103 | Freddy Maertens    | Francesco Moser |
| 1977 | 8ª b  | Circuito del Mugello | 79  | Marino Basso       | Francesco Moser |
| 2007 | 7ª    | Spoleto              | 254 | Thor Hushovd       | Marco Pinotti   |

1. ↑  Primo sul traguardo giunse Alessandro Petacchi, ma la vittoria gli fu revocata in seguito ad una successiva squalifica per doping.

### Gran Premio motociclistico d'Italia
| Anno | Classe 125                                       | Classe 250                                       | Classe 500                                       |                                                  |
| ---- | ------------------------------------------------ | ------------------------------------------------ | ------------------------------------------------ | ------------------------------------------------ |
| 1997 | Valentino Rossi                                  | Max Biaggi                                       | Michael Doohan                                   |                                                  |
| 1998 | Tomomi Manako                                    | Marcellino Lucchi                                | Michael Doohan                                   |                                                  |
| 1999 | Roberto Locatelli                                | Valentino Rossi                                  | Àlex Crivillé                                    |                                                  |
| 2000 | Roberto Locatelli                                | Shin'ya Nakano                                   | Loris Capirossi                                  |                                                  |
| 2001 | Noboru Ueda                                      | Tetsuya Harada                                   | Alex Barros                                      |                                                  |
| Anno | Classe 125                                       | Classe 250                                       | MotoGP                                           |                                                  |
| 2002 | Manuel Poggiali                                  | Marco Melandri                                   | Valentino Rossi                                  |                                                  |
| 2003 | Lucio Cecchinello                                | Manuel Poggiali                                  | Valentino Rossi                                  |                                                  |
| 2004 | Roberto Locatelli                                | Sebastián Porto                                  | Valentino Rossi                                  |                                                  |
| 2005 | Gábor Talmácsi                                   | Daniel Pedrosa                                   | Valentino Rossi                                  |                                                  |
| 2006 | Mattia Pasini                                    | Jorge Lorenzo                                    | Valentino Rossi                                  |                                                  |
| 2007 | Héctor Faubel                                    | Álvaro Bautista                                  | Valentino Rossi                                  |                                                  |
| 2008 | Simone Corsi                                     | Marco Simoncelli                                 | Valentino Rossi                                  |                                                  |
| 2009 | Bradley Smith                                    | Mattia Pasini                                    | Casey Stoner                                     |                                                  |
| Anno | classe 125                                       | Moto2                                            | MotoGP                                           |                                                  |
| 2010 | Marc Márquez                                     | Andrea Iannone                                   | Daniel Pedrosa                                   |                                                  |
| 2011 | Nicolás Terol                                    | Marc Márquez                                     | Jorge Lorenzo                                    |                                                  |
| Anno | Moto3                                            | Moto2                                            | MotoGP                                           |                                                  |
| 2012 | Maverick Viñales                                 | Andrea Iannone                                   | Jorge Lorenzo                                    |                                                  |
| 2013 | Luis Salom                                       | Scott Redding                                    | Jorge Lorenzo                                    |                                                  |
| 2014 | Romano Fenati                                    | Esteve Rabat                                     | Marc Márquez                                     |                                                  |
| 2015 | Miguel Oliveira                                  | Esteve Rabat                                     | Jorge Lorenzo                                    |                                                  |
| 2016 | Brad Binder                                      | Johann Zarco                                     | Jorge Lorenzo                                    |                                                  |
| 2017 | Andrea Migno                                     | Mattia Pasini                                    | Andrea Dovizioso                                 |                                                  |
| 2018 | Jorge Martín                                     | Miguel Oliveira                                  | Jorge Lorenzo                                    |                                                  |
| 2019 | Tony Arbolino                                    | Álex Márquez                                     | Danilo Petrucci                                  |                                                  |
| 2020 | Non disputato a causa della pandemia di COVID-19 | Non disputato a causa della pandemia di COVID-19 | Non disputato a causa della pandemia di COVID-19 | Non disputato a causa della pandemia di COVID-19 |
| 2021 | Dennis Foggia                                    | Remy Gardner                                     | Fabio Quartararo                                 |                                                  |
| 2022 | Sergio García                                    | Pedro Acosta                                     | Francesco Bagnaia                                |                                                  |
| 2023 | Daniel Holgado                                   | Pedro Acosta                                     | Francesco Bagnaia                                |                                                  |
| 2024 | David Alonso                                     | Joe Roberts                                      | Francesco Bagnaia                                |                                                  |
| 2025 | Máximo Quiles                                    | Manuel González                                  | Marc Márquez                                     |                                                  |

### Formula 1
| Anno | Pilota         | Scuderia | Resoconto |
| ---- | -------------- | -------- | --------- |
| 2020 | Lewis Hamilton | Mercedes | Resoconto |

## Punti salienti

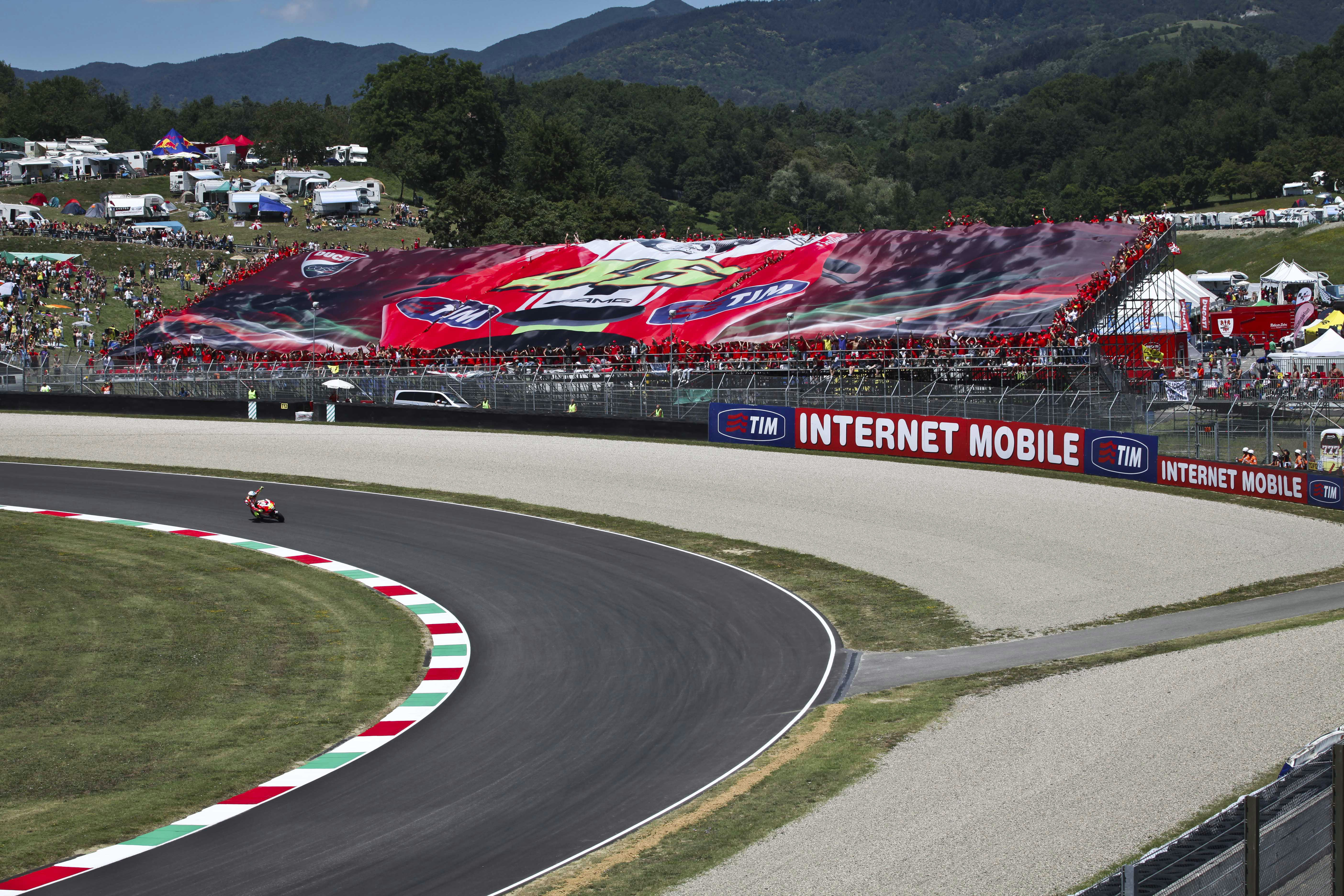
Il tifo per la Ducati di Valentino Rossi nel 2011

Il tracciato dell'autodromo è caratterizzato da un rettilineo in salita lungo 1141 m, dove le MotoGP da 990 cm³ raggiungevano una velocità di circa 340 km/h (il record è stato stabilito nel 2023 da Brad Binder su KTM RC16 con 366,1 km/h), da severi cambi di pendenza e da curve molto veloci, cieche e impegnative, come l'"Arrabbiata 1" e l'"Arrabbiata 2". Da notare anche la Casanova-Savelli, una chicane destra-sinistra in discesa, importante per il tempo sul giro. Altro punto fondamentale è la curva "San Donato", la prima del tracciato (posta in fondo al rettilineo sopracitato), dove è importante frenare il più tardi possibile.
L'evoluzione del tracciato è stata causata dalla necessità di migliorare gli standard di sicurezza, mantenendo inalterata la configurazione iniziale del 1974. Nel 2007 la biglietteria principale è stata modificata e ha assunto la forma di un casco. Nel 2011, il manto di asfalto è stato completamente rinnovato con tecniche innovative. Nello stesso anno è stata realizzata e inaugurata la nuova tribuna centrale coperta. Con una capienza di 4 500 posti (800 dei quali sovrastanti le curve Biondetti) la nuova tribuna ospita alla sua sommità 3 000 pannelli fotovoltaici, che assicurano il 25% del fabbisogno elettrico dell'impianto. L'impianto è dotato di un sistema di gestione ambientale certificato ISO 14001:2004.
L'autodromo ha vinto per cinque volte il premio come miglior circuito mondiale di motociclismo (Best Grand Prix, 1995,1996,1997, 2000, 2011).
Per le sue qualità l'autodromo internazionale del Mugello è stato scelto per ospitare, dal 1º al 3 maggio 2012, l'unica sessione collettiva di prove Formula 1 a stagione in corso. Quasi tutti i piloti impegnati nel test espressero grande entusiasmo per la bellezza e la difficoltà del tracciato mugellano. Mark Webber si espresse così: «In termini di soddisfazione, 10 giri sull'asciutto al Mugello valgono quanto 1 000 ad Abu Dhabi».
Il record assoluto del circuito è di 1'15"144 stabilito da Lewis Hamilton su Mercedes nelle qualifiche del Gran Premio della Toscana 2020 di Formula 1.
Il 29 maggio 2021 le qualifiche di Moto3 sono state funestate da un incidente alla curva 9 (Arrabbiata 2) al pilota svizzero Jason Dupasquier, purtroppo deceduto il giorno dopo all'ospedale Careggi di Firenze.